# جوردن كلارك (لاعب كرة قدم)
جوردن كلارك (بالإنجليزية: Jordan Clarke) (19 نوفمبر 1991 بكوفنتري في المملكة المتحدة - ) هو لاعب كرة قدم بريطاني في مركز الدفاع. شارك مع منتخب إنجلترا تحت 19 سنة لكرة القدم ومنتخب إنجلترا تحت 20 سنة لكرة القدم. أما مع النوادي، فقد لعب مع سكونثورب يونايتد وكوفنتري سيتي ويوفل تاون.

## وصلات خارجية
- جوردن كلارك على موقع قاعدة بيانات كرة القدم.إي يو (الإنجليزية)
- جوردن كلارك على موقع Soccerbase.com (لاعب) (الإنجليزية)